# Aaron Schrein
Aaron M. Schrein (* 5. August 1969) ist ein US-amerikanischer Pädagoge und Schiedsrichter im American Football. Er gehörte zu den sogenannten „replacement officials“, die kurzzeitig 2012 in der National Football League eingesetzt wurden.

## Leben

### Berufsleben
Er ist ein Absolvent der Ohio State University und arbeitet hauptberuflich als Geschichtslehrer an der St. Charles Preparatory School in Columbus im US-Bundesstaat Ohio. Dort ist er auch Leiter der Umwelt-Arbeitsgemeinschaft. Darüber hinaus war er bis 2008 vier Jahre lang Cheftrainer des schuleigenen Ringer-Teams, ehe er zurücktrat, um mehr Zeit für seine Familie zu haben.

### American Football
Schrein leitete bereits als Student universitäre Flag-Football-Spiele. Dabei überzeugten seine Leistungen derart, dass er vier Jahre in Serie zu den National Flag Football Championships in New Orleans bestellt wurde. Anschließend war er zwischen 1989 und 2008 als Schiedsrichter im American Football bei High-School-Spielen tätig. Zwischen 1998 und 2008 leitete er darüber hinaus auch Partien in der Division III sowie der Division I-AA (2006 umbenannt in Football Championship Subdivision) der NCAA und kam währenddessen in acht Play-off-Spielen zum Einsatz.
Im Vorfeld und zu Beginn der NFL-Saison 2012 kam es zu einem Lockout der regulären Schiedsrichter, die höhere Löhne forderten. Bis zum dritten Spieltag wurden sie daher durch Schiedsrichter aus niederklassigeren Ligen ersetzt. Schrein wurde während dieser Zeit – auf seine eigene Initiative hin – als Back Judge verpflichtet. Zusammen mit seinen Kollegen erhielt er an mehreren Wochenenden im Sommer intensive Trainingskurse. Zudem besuchte er Trainingscamps bei den Philadelphia Eagles und den Baltimore Ravens. Seinen ersten Einsatz in der Preseason hatte er dann am 11. August im Spiel der Houston Texans bei den Carolina Panthers. Nach insgesamt drei Preseason-Partien und drei Spielen der Regular Season endete seine Zeit in der National Football League mit der Aufhebung des Lockouts Ende September.
In den folgenden Jahren nahm Schrein seine Tätigkeit als Schiedsrichter auf High-School- und College-Level wieder auf – teilweise auch als Side Judge. Am 26. Januar 2013 gehörte er zum Schiedsrichter-Team beim Senior Bowl, der in Mobile (Alabama) ausgetragen wurde.
| Datum              | Heimteam            | Gegner              | Ergebnis |
| ------------------ | ------------------- | ------------------- | -------- |
| 11. August 2012    | Carolina Panthers   | Houston Texans      | 13 : 26  |
| 18. August 2012    | Denver Broncos      | Seattle Seahawks    | 10 : 30  |
| 30. August 2012    | San Francisco 49ers | San Diego Chargers  | 35 : 03  |
| 9. September 2012  | Denver Broncos      | Pittsburgh Steelers | 31 : 19  |
| 13. September 2012 | Green Bay Packers   | Chicago Bears       | 23 : 10  |
| 23. September 2012 | Tennessee Titans    | Detroit Lions       | 44 : 41  |